# Vickie Gendreau
Vickie Gendreau, née le 14 avril 1989 à Montréal, était une romancière, une poète et une blogueuse québécoise.

## Biographie
Vickie Gendreau a été active dans le milieu québécois de la poésie, de la performance et dans le monde littéraire underground de Montréal. Elle avait une obsession pour les fennecs et a travaillé quelques années comme danseuse nue, des sujets qu'elle aborde dans son roman Testament . 
La littérature occupant une place très importante dans sa vie, Vickie voulait écrire dix livres en dix ans. 

« Les choses étaient différentes avant, mais disons que maintenant je crois que je vis pour écrire uniquement. Avant, j'oscillais entre les deux. Maintenant, je vis pour écrire. Il y a une grosse horloge rouge au-dessus de ma tête et sur la table, il y a mon ordinateur. Tout le reste, le paysage, les autres, tout est flou autour. Tout ce qui compte, c'est la littérature. »

— Vickie Gendreau, en réponse à la question « Votre but est-il de vivre pour écrire ou d'écrire pour vivre? »
Vickie Gendreau a publié des romans autofictionnels, dans lesquels elle livre des fragments de journaux intimes. Atteinte d'un cancer du cerveau, elle publie deux oeuvres mettant en oeuvre son propre décès. Son premier roman, Testament, qu'elle rédige à la suite de son diagnostic de cancer, est publié en 2012 au Quartanier. L'ouvrage a remporté le prix Marc-Antoine-K.-Fennec remis par l'Académie de la vie littéraire en 2013.
Son deuxième roman, Drama Queens, est publié de façon posthume en 2014, mais il avait également fait l'objet d'une lecture publique quelques semaines avant sa mort. Éric Jean, à qui l'on doit l'adaptation théâtre de Testament, dit avoir « (...) eu le sentiment de vivre les funérailles de Vickie avec Vickie » .
Elle s'est fait connaître auprès du grand public lors son passage à l'émission Tout le monde en parle sur les ondes de Radio-Canada le 23 septembre 2012. 
Elle est décédée d'une tumeur au cerveau à l'âge de 24 ans, le 11 mai 2013.
En 2018, sa maison d'édition Le Quartanier fait paraître un texte inédit intitulé Shit fuck cunt, écrit en 2010.

### Liens avec l'auteur Mathieu Arsenault
L'écrivain québécois Mathieu Arsenault était le meilleur ami et le mentor littéraire de Vickie Gendreau. Depuis le décès de l'auteure, il agit à titre de « légataire littéraire des textes de Vickie Gendreau »  et le « gardien [de ses] archives ».
Ils ont par ailleurs collaboré au sein de l'Académie de la vie littéraire, fondée par Arsenault et qui incluait également Catherine Cormier-Larose.
La critique a par ailleurs noté une grande proximité entre les romans Drama Queens, première publication posthume de Gendreau, et La vie littéraire d'Arsenault, tous deux publiés aux éditions Le Quartanier en 2014 et qui ont fait l'objet d'un lancement conjoint. Les deux auteurs font notamment mention l'un de l'autre dans leurs romans. Alors que Gendreau met en scène son ami "Mathieu" dans Testament et dans Drama Queens, Arsenault propose une narratrice féminine inspirée notamment de Vickie Gendreau, et qui constitue en quelque sorte un "double féminin de l'auteure", notamment lors du passage suivant : « j’ai vingt-quatre ans et je pense à vickie gendreau qui avait le même âge ».
En mars 2020, Arseneault publie La Morte, qui évoque le deuil, le rapport complexe à l'œuvre de Gendreau et la façon dont l'écriture permet de maintenir le lien entre les vivants et les morts.

## Thèmes et style
L'oeuvre de Vickie Gendreau est considéré comme étant de l'écriture testamentaire et de l'autofiction.
L'auteur Mathieu Arsenault dit qu'« [e]lle écrit comme peignent les impressionnistes (...). Ses petites phrases sont des touches et elle envoie ensuite de grands coups de palette dans toutes les directions » .

## Postérité
La septième piste de l'album Pan de Fanny Bloom, sorti en 2014, est intitulé Drama Queens, en hommage et en référence à Vickie Gendreau.
La poète Juliette Langevin fait référence et cite Vickie Gendreau dans son recueil Fille méchante paru aux éditions de L'Oie de Cravan en 2023 : 

« Vickie Gendreau écrit Quand ça ne va pas, c'est qu'il faut que je mange. Je suis souvent allée au restaurant toute seule dans ma vie. Dans Les Vagues, Virginia Woolf décrit la table. Il y a des pelures de poires. C'est une image qui m'obsède. J'aimerais manger ces pelures. il y a un lien entre les femmes qui écrivent et ce qu'il reste du fruit qu'il soit interdit ou non
quand je vais mal j'écris
quand je vais bien
je m'affame »

— Juliette Langevin, Fille méchante

## Œuvres
- Testament, Montréal, Le Quartanier, 2012, 168p.  (ISBN 9782896980437) ; réédition, Montréal, Boréal, coll. Boréal compact, 2014, 160p.  (ISBN 9782764622933)
  - Testament (traduction d'Aimee Wall), Toronto, Book*hug Press, 2016, 152p.  (ISBN 9781771662529)
- Drama Queens, Montréal, Le Quartanier, 2014,  (ISBN 9782896981014); réédition, Montréal, Le Quartanier, coll. Écho, 2017, 192p.  (ISBN 978-2-896983-07-0)
- Shit fuck cunt, Montréal, Le Quartanier, 2018, 32p.  (ISBN 9782896984046)

## Adaptations
Testament a été adapté et mise en scène par Eric Jean au Théâtre de Quat'Sous en mars 2014. La pièce a également été reprise à Madrid, pendant le festival Una Mirada al Mundo, en novembre 2014.
En 2017, Eric Jean réalise une nouvelle adaptation de Testament, sous la forme d'un court-métrage.